# Francisco San Diego
Francisco San Diego (Obando, 10 oktober 1935 – San Juan, 26 augustus 2015) was een Filipijnse rooms-katholieke geestelijke. Ledesma was sinds 2010 emeritus-bisschop van het bisdom Pasig.
San Diego werd tot priester gewijd op 21 december 1963. In 1983, op 47-jarige leeftijd, werd hij benoemd tot vicaris-coadjutor van het Apostolisch vicariaat Palawan en titulair bisschop van Zica. Toen vicaris Gregorio Espiga e Infante in 1987 met pensioen ging, volgde San Diego hem op. Op 12 juli 1995 volgde een benoeming tot bisschop van San Pablo en op 28 juni 2003 werd hij benoemd tot bisschop van het nieuwe bisdom Pasig. Na het bereiken van de 75-jarige leeftijd ging hij in december 2010 met emeritaat.